# Novato del Año
Novato del Año es un premio dado por varias ligas de deporte, principalmente en Norteamérica, al jugador que más se 
destaque durante su primera temporada como atleta profesional. El honor es principalmente concedido anualmente a 
jugadores de la Grandes Ligas de Béisbol. Otras organización incluyen los pilotos de las 500 millas de Indianápolis, la IndyCar Series, la NASCAR, la Asociación Nacional de Baloncesto, la Liga Nacional de Hockey, la Liga de Lacrosse Nacional, Liga Mayor de Fútbol y de la National Football League. 

## Premios de Novato del Año
- Novato del Año de Las Grandes Ligas de Béisbol
- Novato del Año de la LVBP
- Rookie del Año de la NBA
- Rookie del Año de la ABA
- Novato del Año de la NFL

- Datos: Q259080